# 菲利普二世 (罗马帝国)
菲利普二世，全名为马尔库斯·尤利乌斯·菲利普·塞维鲁（Marcus Julius Philippus Severus，238年—249年），是罗马皇帝阿拉伯人菲利普的儿子与继承人，由罗马皇后玛尔西娅·奥塔西利娅·塞维娅所生。

## 生平
244年，其父自立为帝时，小菲利普被任命为凯撒。
247年，他成为罗马执政官，随后被其父拔擢为奥古斯都与共治者。
249年，菲利普一世在与德西乌斯的战斗中兵败身亡。当死讯传至罗马后，他亦为禁卫军所弑。死在母亲的怀中时，他年仅11岁。